# Andriba
Andriba is een plaats en commune in het noordwesten van Madagaskar, behorend tot het district Maevatanana, dat gelegen is in de regio Betsiboka. Tijdens een volkstelling in 2001 telde de plaats 32.000 inwoners.
De plaats biedt naast lager onderwijs ook middelbaar onderwijs aan. 70 % van de bevolking werkt als landbouwer en 25 % houdt zich bezig met veeteelt. De belangrijkste landbouwproducten zijn rijst en raffia; andere belangrijke producten zijn maniok en bambara grondnoot. Verder is 5% actief in de dienstensector.